# Liste der Gedenktafeln in Berlin-Friedrichshain
Die Liste der Gedenktafeln in Berlin-Friedrichshain enthält die Namen, Standorte und, soweit bekannt, das Datum der Enthüllung von Gedenktafeln.
Die Liste ist nicht vollständig.

## Friedrichshain
| Bild | Name                                              | Standort                        | Datum der Enthüllung |
| ---- | ------------------------------------------------- | ------------------------------- | -------------------- |
|      | Andreasplatz                                      | Andreasplatz                    |                      |
|      | Arbeitsmigration in Ost-Berlin                    | Frankfurter Allee 73A           | 26. März 2024        |
|      | Aufstand des 17. Juni                             | Karl-Marx-Allee 103             |                      |
|      | Chester Bennington                                | Mercedes-Platz 1                |                      |
|      | Nikolai Erastowitsch Bersarin                     | Bersarinplatz                   |                      |
|      | Rolf Biebl                                        | Franz-Mehring-Platz 1           |                      |
|      | Alexander von Blomberg                            | Otto-Braun-Straße 91            |                      |
|      | Emil Burchardt                                    | Ebertystraße 48                 |                      |
|      | Christiansen-Clausen                              | Richard-Sorge-Straße 8          |                      |
|      | Concordia-Festsäle                                | Andreasstraße 64                |                      |
|      | Durchgangsheim                                    | Alt-Stralau 34                  |                      |
|      | Friedrich Ebert                                   | Neue Bahnhofstraße 12           |                      |
|      | Engelhardt-Brauerei                               | Krachtstraße                    |                      |
|      | Jean Jacques Fasquel                              | Max-Fettling-Platz              |                      |
|      | Fritz Fieber                                      | Krossener Straße 27             |                      |
|      | Frankfurter Allee                                 | Strausberger Platz 13           |                      |
|      | Frankfurter Allee                                 | Strausberger Platz 13           |                      |
|      | Frankfurter Tor                                   | Frankfurter Tor                 |                      |
|      | Frauengefängnis Barnimstraße                      | Barnimstraße 10                 |                      |
|      | Friedliche Revolution                             | Samariterplatz                  |                      |
|      | Friedliche Revolution                             | Samariterplatz                  |                      |
|      | Franz Fühmann                                     | Strausberger Platz 1            |                      |
|      | Goldene Hausnummer                                | Grünberger Straße 85            |                      |
|      | Grundstein                                        | Karl-Marx-Allee 114             |                      |
|      | Clara Grunwald                                    | Scharnweberstraße 19            |                      |
|      | Handwerker mit Sohn                               | Andreasplatz                    |                      |
|      | Wilhelm Harnisch                                  | Samariterplatz                  |                      |
|      | Hermann Henselmann                                | Marchlewskistraße 25a           |                      |
|      | Siegfried Hirschmann                              | Siegfried-Hirschmann-Park       |                      |
|      | Walter Homann                                     | Jungstraße 18                   |                      |
|      | Ingeborg Hunzinger                                | Franz-Mehring-Platz 1           |                      |
|      | Deutsche Interbrigadisten                         | Friedenstr ggü. 16              |                      |
|      | jüdische Bauschule                                | Straße der Pariser Kommune 11   |                      |
|      | Fritz Juliusberg                                  | Landsberger Allee 49            |                      |
|      | Karl-Marx-Allee                                   | Karl-Marx-Allee 71              |                      |
|      | Karl-Marx-Allee                                   | Karl-Marx-Allee 75              |                      |
|      | Karl-Marx-Allee                                   | Karl-Marx-Allee 87              |                      |
|      | Karl-Marx-Allee, Abschnitt C                      | Karl-Marx-Allee 76              |                      |
|      | Karl-Marx-Allee, Aufstand des 17. Juni            | Karl-Marx-Allee 103             |                      |
|      | Karl-Marx-Allee, Block E Süd                      | Karl-Marx-Allee 114             |                      |
|      | Karl-Marx-Allee, Enttrümmerung                    | Karl-Marx-Allee 55              |                      |
|      | Karl-Marx-Allee, Sowjetische Architekturvorbilder | Karl-Marx-Allee 87              |                      |
|      | Keglerheim                                        | Petersburger Straße 94          |                      |
|      | Georg Klinner                                     | Grünberger Straße 63            |                      |
|      | Knorr-Bremse                                      | Neue Bahnhofstraße 9            |                      |
|      | Alfred Kowalke                                    | Alt-Stralau 42                  |                      |
|      | Alfred Kowalke                                    | Boxhagener Straße 51            |                      |
|      | Karl Kunger                                       | Krossener Straße 27             |                      |
|      | Georg Lehnig                                      | Kadiner Straße 16               |                      |
|      | Wladimir Iljitsch Lenin                           | Frankfurter Allee 102           |                      |
|      | Lippmann-Tauß-Synagoge                            | Friedenstraße 3                 | 27. Januar 2025      |
|      | Rosa Luxemburg                                    | Weinstraße 2                    |                      |
|      | Kurt und Fritz Machler                            | Helenenhof 1                    |                      |
|      | Märchenbrunnen im Volkspark Friedrichshain        | Friedenstraße                   |                      |
|      | Karl Marx                                         | Alt-Stralau 18                  |                      |
|      | Silvio Meier                                      | Frankfurter Allee 49            |                      |
|      | Michaelbrücke                                     | An der Michaelbrücke            |                      |
|      | Michaelbrücke                                     | An der Michaelbrücke            |                      |
|      | Michaelbrücke                                     | An der Michaelbrücke            |                      |
|      | Michaelbrücke                                     | An der Michaelbrücke            |                      |
|      | Platz der Vereinten Nationen, Mitte               | Platz der Vereinten Nationen 14 |                      |
|      | Mont Klamott                                      | Volkspark Friedrichshain        |                      |
|      | Mont Klamott                                      | Volkspark Friedrichshain        |                      |
|      | Georg Müller                                      | Wilhelm-Stolze-Straße 31        |                      |
|      | Neues Deutschland                                 | Franz-Mehring-Platz 1           |                      |
|      | Artur Ogrowsky                                    | Bänschstraße 50                 |                      |
|      | Ostbahnhof                                        | Franz-Mehring-Platz 1           |                      |
|      | Rudolf Paetzold                                   | Simon-Dach-Straße 33            |                      |
|      | Ernst Pahnke                                      | Rigaer Straße 94                |                      |
|      | Ludwig Pick                                       | Landsberger Allee 49            |                      |
|      | Wilhelm Pieck                                     | Strausberger Platz 19           |                      |
|      | Karl Pinnow                                       | Kopernikusstraße 19             |                      |
|      | Plaza                                             | Franz-Mehring-Platz 1           |                      |
|      | Plaza                                             | Franz-Mehring-Platz 1           |                      |
|      | Polnische Volksarmee                              | Virchowstraße                   |                      |
|      | Polnische Volksarmee                              | Virchowstraße                   |                      |
|      | Polnische Volksarmee                              | Virchowstraße                   |                      |
|      | Rathaus Stralau                                   | Alt-Stralau 52                  |                      |
|      | Fritz Riedel                                      | Rigaer Straße 64                |                      |
|      | Kurt Ritter                                       | Gürtelstraße 20                 |                      |
|      | Kurt Ritter                                       | Matternstraße 16                |                      |
|      | Rose-Theater                                      | Karl-Marx-Allee 86              |                      |
|      | Werner Schaumann                                  | Grünberger Straße 85            |                      |
|      | Werner Seelenbinder                               | Glatzer Straße 6                |                      |
|      | Felix Singermann                                  | Friedenstraße 3                 |                      |
|      | Richard Sorge                                     | Weidenweg 29                    |                      |
|      | Sozialdemokratische Partei Deutschlands           | Krossener Straße 22             |                      |
|      | Hermann Stöhr                                     | Hermann-Stöhr-Platz             |                      |
|      | Die Stralauer Glashütte                           | Glasbläserallee 17              |                      |
|      | Studio Galerie Berlin                             | Frankfurter Allee 36A           |                      |
|      | Franz Stenzer und Ernst Thälmann                  | Revaler Straße 99               |                      |
|      | Franz Stenzer und Ernst Thälmann                  | Revaler Straße 99               |                      |
|      | Heinrich Thieslauk                                | Warschauer Straße 60            |                      |
|      | Rita Thomas                                       | Thaerstraße 42                  | 6. November 2024     |
|      | U-Bahnhof Weberwiese, Bombentote                  | Karl-Marx-Allee                 |                      |
|      | Widerstandskämpfer                                | Koppenstraße                    |                      |
|      | Widerstandskämpfer                                | Boxhagener Straße 100           |                      |
|      | Widerstandskämpfer                                | Boxhagener Straße 100           |                      |
|      | Widerstandskämpfer                                | Boxhagener Straße 100           |                      |
|      | Widerstandskämpfer                                | Koppenstraße                    |                      |
|      | Zwangsarbeit im Nationalsozialismus               | Revaler Straße 99               | 15. Dezember 2022    |